# Caroline Galactéros
Caroline Galactéros, née le 10 octobre 1967, est une géopolitologue française. À partir de l'invasion de l'Ukraine par la Russie, elle diffuse la propagande du Kremlin. Ayant des liens avec l'extrême droite, elle est conseillère diplomatique du candidat à l'élection présidentielle Éric Zemmour jusqu'en octobre 2022.

## Biographie
Caroline Galactéros naît le 10 octobre 1967.
Elle est colonel de réserve de l'Armée française à partir de 2004 et jusqu'en février 2022, lorsque son contrat n'est pas renouvelé par l'armée. Elle est titulaire d'un doctorat en sciences politiques et est, selon le journal La Lettre, « spécialiste des Balkans ». C'est aussi une ancienne directrice de séminaire à l'École de guerre. Elle est passée par l'Institut des hautes études de défense nationale.
En 2014, elle publie Guerre, technologie et société, écrit en collaboration avec le général Vincent Desportes et Régis Debray. Elle publie en 2019 l'un de ses ouvrages, Vers un nouveau Yalta, aux éditions Sigest, connues pour avoir édité les écrits de Youssef Hindi, un « intime d’Alain Soral » et dirigées par Jean Varoujan Sirapian,.  
En 2017, elle apporte son soutien à François Fillon pour l'élection présidentielle française de 2017.
En 2018, Caroline Galactéros fonde, aux côtés de plusieurs autres personnalités — Pierre de Lauzun, le diplomate Gérard Chesnel et Hervé Juvin, écrivain et député européen du RN — le think tank Geopragma, « qui se présente comme le promoteur d'une "géopolitique réaliste" ». Jean-Bernard Pinatel, ancien général devenu intervenant sur les médias pro-Poutine, en prend la vice-présidence. La Lettre détaille les membres du conseil d'administration de Geopragma : outre Pinatel et Caroline Galactéros figurent également Gérard Chaliand, Renaud Girard, Alain Juillet, Claude Revel et Pierre Conesa. Elle est aussi à la tête d'un cabinet de conseil économique, Planeting, et membre d'un autre cercle de réflexion, nommé K2.
En décembre 2019, elle devient membre bénévole du comité de lecture de la Revue Défense nationale — composé d'environ vingt personnes issues des cercles diplomatiques, militaires ou de la recherche, participant à la relecture et à la validation des contributions avant publication. Elle est écartée par la rédaction de la revue quelques semaines après l'annonce officielle de la candidature d'Éric Zemmour. Selon le directeur de publication Thierry Caspar-Fille-Lambie, sa présence au sein de la rédaction « [met] en cause la neutralité ».
Elle annonce son départ de Geopragma en janvier 2021 pour devenir conseillère diplomatique du candidat d'extrême droite Éric Zemmour ; la femme politique Patricia Lalonde la remplace. Éric Zemmour la charge de préparer un programme en matière de diplomatie en vue de l'élection présidentielle de 2022. En décembre 2021, elle effectue un voyage en Arménie au service du candidat. 
Après plusieurs mois, elle n'est finalement pas reconduite au poste de conseillère diplomatique. Elle n'est toutefois pas la seule personnalité de Geopragma à graviter autour d'Éric Zemmour : Renaud Girard, ami du candidat, est aussi partisan d'un « rapprochement avec Moscou » jusqu'au déclenchement de la guerre ; Jean-Bernard Pinatel est lui l'un des rédacteurs de son programme en matière de politique de défense. Emmanuel Goût, membre de Geopragma, est aussi un ancien prestataire de Rosatom et l'entremetteur entre Vladimir Iakounine et Éric Zemmour.

## Prises de positions, désinformation et propagande
Jusqu'en 2022 et l'invasion de l'Ukraine par la Russie, elle appelle à se rapprocher de la Russie en s'éloignant politiquement et diplomatiquement des États-Unis. Elle adopte des positions antiaméricanistes, antiatlantistes et défend également l'eurasisme, théorie géopolitique développée par l'idéologue russe Alexandre Douguine. Elle affirme en 2020 que « La Crimée restera russe », après son annexion illégale par la Russie en 2014. Après l'invasion de l'Ukraine, qu'elle « condamne », ses prises de position ne varient pas et elle prend le parti de la Russie, relayant sa propagande. Elle refuse de qualifier l'action militaire russe d'invasion, affirmant que « la Russie est entrée en Ukraine » et a « déclenché des opérations importantes pour neutraliser les capacités des forces armées ukrainiennes et les infrastructures ». Dans le magazine d'extrême droite Valeurs actuelles, en octobre 2022, elle dénonce des « provocations ukrainiennes » et critique le président ukrainien Volodymyr Zelensky.
Elle intervient sur RT France, chaîne financée par la Russie, et est également invitée régulièrement par l'association pro-Poutine Dialogue franco-russe. Elle participe également à l'émission Les Incorrectibles sur la chaîne YouTube d'Éric Morillot et est accueillie sur Le Média pour tous de Vincent Lapierre, ancien proche d'Alain Soral. Contributrice de la revue Méthode, organe de propagande en France des séparatistes de la république populaire de Donetsk, elle participe aussi à la publication souverainiste Front populaire, créée en 2020. Sur Geopragma, elle accueille les « obligés de Moscou », selon Desk Russie, qui incluent Éric Denécé, Henri Guaino et Alain Juillet.
Elle est décrite par Le Canard enchaîné le 16 février 2022 comme une « poutinophile impénitente », tandis que L'Express pointe son « indulgence rare à l'égard de Vladimir Poutine ». Le même hebdomadaire affirme qu'elle « euphémise les responsabilités du Kremlin ». 
Elle diffuse aussi la propagande de l'Iran et appelle à un rapprochement diplomatique et à une coopération avec le pays, ce qui est qualifié par Desk Russie d'« alignement sur l’Iran [...] systématique ». Elle défend également le président syrien Bachar el-Assad et le Hezbollah. Pour Rudy Reichstadt, « Galactéros n’est pas une soralienne mais, comme tous ces gens, elle se retrouve dans la fascination pour un pouvoir autoritaire en rupture avec la société libérale. Les convergences de ces milieux avec le régime de Poutine sont anciennes, ils sont dans un axe Moscou-Téhéran-Damas ».